# کلاشترسکا لهوتا
کلاشترسکا لهوتا (به چکی: Klášterská Lhota) یک منطقهٔ مسکونی در جمهوری چک است که در منطقه تروتنوف واقع شده‌است.